# Bailables n.º 10
Bailables № 10, es el décimo octavo álbum del arpista Hugo Blanco y su Conjunto, grabado en 1973 y el décimo volumen de esta serie "Bailables". En esta producción musical de Blanco, se incorporan los coros varoniles y femeninos dando así a los éxitos internacionales como son los casos de "La Rosa Blanca" y "María Morena", sin olvidar los instrumentales que también que fueron éxitos "Miel de Abejas" y "La Diabla". 

## Pistas
| N.º | Canción                      | Duración |
| --- | ---------------------------- | -------- |
| 1.  | "La Rosa Blanca" Hugo Blanco | 3:46     |
| 2.  | "La Diabla" Hugo Blanco      | 2:47     |
| 3.  | "Ojos Tristes" Hugo Blanco   | 2:35     |
| 4.  | "Paso Largo" Hugo Blanco     | 2:57     |
| 5.  | "Heriberta" Hugo Blanco      | 3:05     |
| 6.  | "María Morena" Hugo Blanco   | 3:01     |
| 7.  | "Chip-Chip-Chip" Hugo Blanco | 3:16     |
| 8.  | "Miel de Abejas" Hugo Blanco | 3:08     |
| 9.  | "La Caracola" Hugo Blanco    | 3:01     |
| 10. | "El Zapatero" Hugo Blanco    | 3:26     |
| 11. | "Arco Iris" Hugo Blanco      | 2:50     |